# Endless Damnation
Endless Damnation — музичний альбом гурту Behemoth. Виданий 1992 року . Загальна тривалість композицій становить 21:31. Альбом відносять до напрямку блек-метал.

## Список пісень
| Сторона A 1. «Into the Black Mass» (інструментальний) — 1:09 2. «Cursed Angel of Doom» — 3:26 3. «Eternal Blasphemy» — 4:36 4. «Temple of Evil» — 4:17 | Сторона B 1. «Ceremony in Chapel» — 4:09 2. «First Embody Remains» — 3:18 3. «Endless Damnation» (інструментальний) — 1:16 |